# 一中学徒隊資料展示室

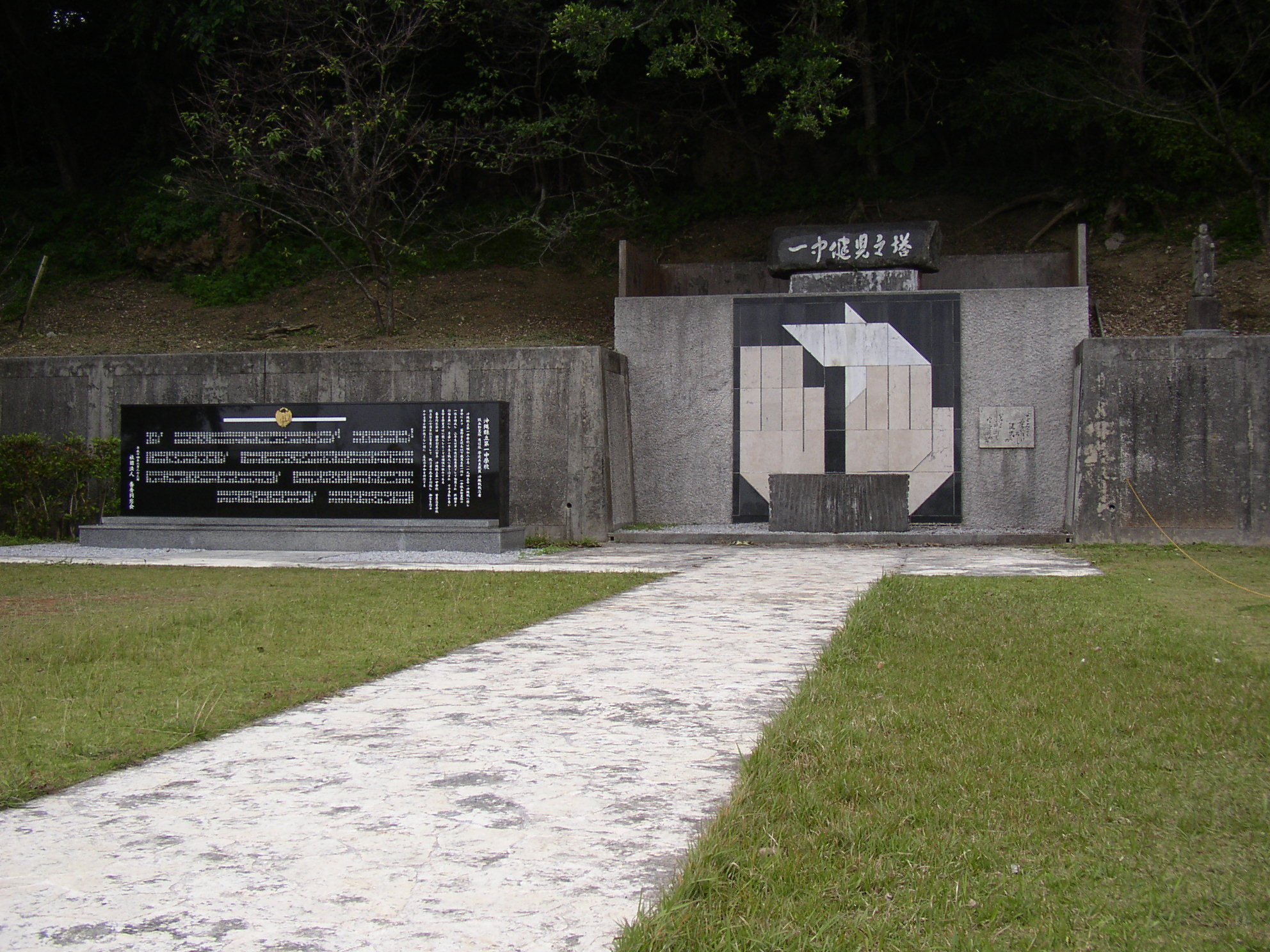
一中健児之塔

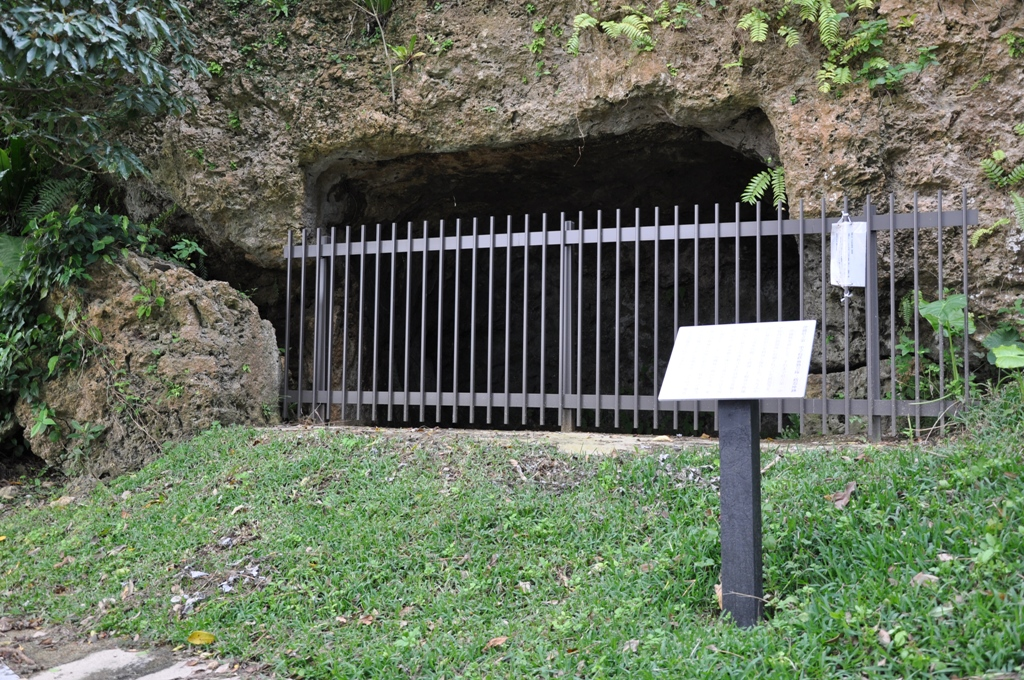
一中健児之塔の背後に残る壕

一中学徒隊資料展示室（いちちゅうがくとたいしりょうてんじしつ）は、沖縄県那覇市にある資料展示室。

## 一中学徒隊の概要
沖縄戦において日本軍は兵力の不足を補うため、当時の中学校や高等女学校、実業学校の生徒らを大規模に動員して学徒隊を編成した。沖縄県立第一中学校でも3年生～5年生までが鉄血勤皇隊に編入され、また2年生も通信隊要員として同じように日本軍の一員として加えられた。実際の動員状況は次のようになっている。
- 鉄血勤皇隊
  - 動員数　約144名
  - 配属部隊　第5砲兵司令部、独立測地第1中隊、野戦重砲兵第1聯隊、独立重砲兵第100大隊、独立工兵第66大隊
- 通信隊
  - 動員数　110名
  - 配属部隊　電信第36連隊

部隊に配属された生徒らは、立哨、炊事、負傷兵の看護や搬送、伝令、食糧確保、陣地構築などに従事した。中には戦車への肉迫攻撃や斬り込みに参加した者もあったという。動員された254名のうち、171名が犠牲になった。この他75名が上記以外の部隊に参加して犠牲になっている

## 展示室の概要
県立第一中学校・県立首里高校の卒業生で組織する養秀同窓会は、創立125周年記念事業として、同窓会施設である養秀会館を利用して一中学徒隊資料展示室を開設した。展示室では一中学徒隊の動きを開設するとともに、関係者から寄せられた遺影や遺品、戦前の学校生活を物語るノートや教科書、衣服などを展示している。見学は無料。

## 一中健児之塔と遺構
養秀会館が建つ場所はもともと生徒たちの「養秀寮」があった場所で、1950（昭和25）年4月30日に一中健児之塔を建てて戦没した一中生と教職員を追悼している。
また、塔背後の斜面には壕がいくつか残っており、外からの見学ができる。これらの壕は戦時中に生徒らによって掘られ、動員後の活動の拠点や武器弾薬の保管場所として使っていた場所である。

## アクセス
- 路線バスの場合は那覇バス7番・8番「一中健児の塔入口」。当バスは沖縄都市モノレール首里駅から乗り換えで利用できる。
- マイカーの場合は北側、首里高校向かいの一方通行の路地から南向けに入る。駐車場あり。養秀同窓会のホームページで道順を案内している（道順）